# Остурня
Остурня (словац. Osturňa) — село и одноимённая община в районе Кежмарок Прешовского края Словакии. В письменных источниках начинает упоминаться с 1593 года.

## География
Село расположено в западной части края, вблизи государственной границей с Польшей, в пределах горного массива Спишска-Магура, при автодороге 3109. Абсолютная высота — 735 метра над уровнем моря. Площадь муниципалитета составляет 41,28 км².

## Население
| Год:                | 1994 | 2004     | 2014     | 2024     |
| ------------------- | ---- | -------- | -------- | -------- |
| Количество человек: | 464  | 398      | 310      | 277      |
| Разница:            |      | −14,22 % | −22,11 % | −10,64 % |

По данным последней официальной переписи 2011 года, численность населения Остурни составляла 330 человек.
Национальный состав населения (по данным переписи населения 2011 года):
| Национальность | Численность, человек |
| -------------- | -------------------- |
| словаки        | 319                  |
| чехи           | 3                    |
| поляки         | 2                    |
| русины         | 2                    |
| русские        | 1                    |
| не указана     | 9                    |